# Archelon
Archelon és un gènere extint de tortugues marines de la família Protostegidae de gran grandària, fins a 4,6 m de longitud, que habitaven a Nord-amèrica en el Cretaci superior (entre 75 i 65 milions d'anys).

## Característiques
Aquestes grans tortugues mancaven de la pesant closca de diverses plaques (que només tenen les tortugues terrestres i les d'aigua dolça), però tenia una closca composta per una estructura de puntales transversals, constituïts per les costelles òssies que se situaven a partir de la seva columna vertebral.

## Història natural
Aquests grans rèptils eren omnívors, tenien un bec amb el qual atrapaven peixos, cucs i altres petits animals. Eren depredades per mosasaures i taurons primitius com Hybodus.
Archelon es movia lentament i es passejava per les aigües poc profundes; quan les femelles havien de pondre els seus ous anaven a les ribes i cavaven un clot on els dipositava com ho fan les tortugues marines actualment.